# Terrible (1780)
Le Terrible fu un vascello di linea francese da 110 cannoni che prestò servizio nella Marine royale tra il 1780 e il 1793, e successivamente nella marina rivoluzionaria sino al 1804.

## Storia
Prima unità della Classe Terrible, costituita da due vascelli a tre ponti da 110 cannoni, costruita sui piani realizzativi elaborati dall'ingegnere Joseph Marie Blaise Coulomb. Tali vascelli erano le più potenti navi della flotta francese, destinate a ricoprire il ruolo di nave ammiraglia delle squadra navali.
La costruzione del vascello Le Terrible fu ordinata il 23 ottobre 1778, e la nave fu impostata presso l'arsenale di Tolone nell'aprile 1779 venendo varata il 27 gennaio 1780. All'atto del varo l'armamento previsto era composto da 30 cannoni da 48 libbre, 32 da 24 libbre e 32 da 12 libbre. Il vascello entrò in servizio nel maggio 1780, e fu sottoposto a lavori di miglioramento nel 1781 con un armamento potenziato a 110 cannoni (30 da 36 libbre, 32 da 24, 32 da 12 e 16 da 8). La sua bordata passò così da circa 546 kg a circa 578 kg.  Primo comandante del vascello fu il capitano Louis-André Beaussier de Chateauvert.
Il 12 dicembre 1781 partecipò alla seconda battaglia di Ouessant, e il 20 ottobre 1782 a quella di Capo Spartel.
Nel 1783, una flotta franco-spagnola si radunò a Cadice sotto l'ammiraglio Charles Henri d'Estaing, ma la firma del trattato di Parigi, avvenuta il 3 settembre 1783, pose fine alla guerra d'indipendenza americana.  Il Terribile si trasferì nel suo nuovo porto di armamento, Brest.
Con lo scoppio della rivoluzione francese e la caduta della monarchia nel 1792, l'anno successivo il vascello fu modificato nell'armamento, composto da 30 cannoni da 36 libbre sul ponte inferiore, 32 da 24 sul ponte centrale, 32 da 12 sul ponte superiore, 4 obici da 36 e 12 cannoni da 8 sul cassero di prua. Tra il novembre 1793 e il 1794 fu nave di bandiera del contrammiraglio François Joseph Bouvet de Précourt. Nel 1794 ne divenne comandante il capitano di vascello Pierre-Jacques Longer, e il 1 giugno di quell'anno il Terrible prese parte alla terza battaglia di Ouessant. Durante la battaglia il Terrible entrò in combattimento contro il vascello inglese Royal Sovereign al comando del captain Henry Nicholls, e su cui alzava la sua insegna il viceammiraglio Thomas Graves. Il viceammiraglio Graves calcolo male la distanza con la linea francese, e il Royal Sovereign si avvicinò troppo finendo sotto il pesante fuoco del Terrible. Durante il tempo necessario per affrontare il Terribile più da vicino, il  Royal Sovereign subì un duro colpo e l'ammiraglio Graves fu gravemente ferito.
Il 24 aprile 1799 ne assunse il comando il capitano di vascello Yves Marie Gabriel Pierre Le Coat de Saint-Haouen, che mantenne l'incarico sino al 13 ottobre dello stesso anno.
Nella primavera del 1799 entrò a far parte della flotta dell'ammiraglio Étienne Eustache Bruix che lasciò Brest con il 25 aprile 1799. Giunto davanti a Cadice il 4 maggio, il viaggio proseguì via Tolone (13 maggio) fino a Vado Ligure (30 maggio). Durante l'assedio di Genova, la flotta di Bruix riuscì ad entrare nel porto il 6 marzo e portare soccorsi. Il viaggio di ritorno iniziò il 6 marzo, Tolone fu superata il 9 giugno e parti della flotta spagnola furono raccolte a Cartagena il 22 giugno. Dopo un soggiorno di due settimane a Cadice, la flotta combinata spagnola e francese si trasferì a Brest, dove il Terribile arrivò il 13 agosto. A seguito della trattato di Amiens il Terribile fu messo fuori servizio. Nel novembre 1802 i suoi cannoni furono rimossi. Nel maggio 1804 fu declassato a pontone e demolito nell'ottobre dello stesso anno.

### Fonti
1. 1 2 3 4 5 6 7 8 9 10 11  Three Decks.
2. 1 2  Trois Ponts.
3. ↑  Taillemite 1982, p. 28.
4. 1 2  Levot 1866, p. 191.
5. 1 2  James 1827, p. 157.